# Ethnikos Drymos Oitis
Ethnikos Drymos Oitis este o arie protejată (arie specială de conservare — SAC, sit de importanță comunitară — SCI) din Grecia întinsă pe o suprafață de 7.117,5 ha, integral pe uscat.

## Localizare
Centrul sitului Ethnikos Drymos Oitis este situat la coordonatele 38°50′04″N 22°17′32″E / 38.834352°N 22.292191°E.

## Înființare
Situl Ethnikos Drymos Oitis a fost declarat sit de importanță comunitară în august 1996 pentru a proteja 1 specie de plante și 8 specii de animale. Situl a fost protejat și ca arie specială de conservare în martie 2011.

## Biodiversitate
Situată în ecoregiunea mediteraneană, aria protejată conține 14 habitate naturale: Iazuri temporare mediteraneene, Pajiști alpine și boreale, Lande oro-mediteraneene cu formațiuni endemice de grozamă, Formațiuni ierboase bogate în specii de Nardus, dezvoltate pe substraturi silicioase în zone montane (și în zone submontane, în Europa continentală), Liziere de ierburi înalte hidrofile de câmpie și de nivel montan până la alpin, Grohotișuri est-mediteraneene, Pante stâncoase calcaroase cu vegetație casmofită, Păduri panonice-balcanice de stejar turcesc - stejar sesil, Galerii de Salix alba și de Populus alba, Păduri de Platanus orientalis și Liquidambar orientalis (Platanion orientalis), Păduri de Olea și Ceratonia, Păduri de Quercus ilex și Quercus rotundifolia, Păduri de pin (sub-) mediteraneene cu pini negri endemici, Păduri endemice cu Juniperus spp..
La baza desemnării sitului se află mai multe specii protejate:
- plante (1): Veronica oetaea
- amfibieni (1): izvoraș-cu-burta-galbenă (Bombina variegata)
- mamifere (3): liliac cârn (Barbastella barbastellus), lupul (Canis lupus), urs brun (Ursus arctos)
- reptile (4): șarpele cu patru dungi (Elaphe quatuorlineata), țestoasă bănățeană (Testudo hermanni), Testudo marginata, elaphe situla (Zamenis situla)

Pe lângă speciile protejate, pe teritoriul sitului au mai fost identificate 133 de specii de plante, 8 specii de amfibieni, 7 specii de mamifere, 2 specii de nevertebrate, 13 specii de reptile.